# 쓰레기 머학생
《쓰레기 머학생》은 매주 월, 금요일 수레기가 다음 웹툰에서 연재하는 웹툰이다.